# Тебоза
Тебоза (порт. Tebosa) — район (фрегезия) в Португалии, входит в округ Брага. Является составной частью муниципалитета Брага. Находится в составе крупной городской агломерации Большое Минью. По старому административному делению входил в провинцию Минью. Входит в экономико-статистический субрегион Каваду, который входит в Северный регион. Население составляет 1096 человек на 2001 год. Занимает площадь 2,66 км².
Покровителем района считается Иисус Христос (порт. Divino Salvador, дословно — «Божественный Спаситель»).

## История
Район основан в 1081 году

## Демография
| 1970 | 1981 | 1991 | 2001 |
| 760  | 983  | 1037 | 1096 |